# 3708 Socus
3708 Socus eller 1974 FV1 är en trojansk asteroid i Jupiters lagrangepunkt L5. Den upptäcktes 21 mars 1974 av Universidad de Chile med hjälp av Cerro El Roble Station. Den är uppkallad efter Socus i den grekiska mytologin.
Asteroiden har en diameter på ungefär 76 kilometer.